# The Speed Kings
The Speed Kings ist ein US-amerikanischer Stummfilm von Wilfred Lucas aus dem Jahr 1913. Er lief auch unter dem Alternativtitel The Speed Kings Tetzlaff and Earl Cooper.

## Handlung
Mabel liebt den Rennfahrer Teddy Tetzlaff, genannt der „Speed King“, während ihr Vater für sie den „Speed Demon“, Rennfahrer Earl Cooper, als zukünftigen Ehemann ausgesucht hat. Da ihr Vater verhindern will, dass Teddy ein in Kürze stattfindendes Autorennen gewinnt, manipuliert er dessen Wagen.
Mabel und ihr Vater gehen zum Autorennen, das nach vielen Runden zu einem Zweikampf zwischen Teddy und Earl wird. Mabel und auch ihr Vater unterstützen ihre jeweiligen Favoriten lautstark und Mabel eilt schließlich während des Rennens begeistert auf die Strecke, wo sie vom korpulenten Rennleiter zurückgehalten wird. Es kommt deswegen zu einer Auseinandersetzung von Rennleiter und Mabels Vater.
Das Rennen gewinnt schließlich Earl, da Teddy kurz vor Rennende eine Panne hat. Mabels Vater verspricht Earl spontan die Hand seiner Tochter, wird jedoch kurze Zeit später vom Rennleiter attackiert. Beide Männer sind schließlich so in ihren Zweikampf vertieft, dass Mabel unbemerkt mit Teddy davonfahren kann.

## Produktion
Die Aufnahmen für The Speed Kings fanden in Santa Monica statt. Der Film wurde am 30. Oktober 1913 veröffentlicht.
Im Film sind mit Teddy Tetzlaff, Earl Cooper und Barney Oldfield drei bekannte Rennfahrer ihrer Zeit zu sehen. Tetzlaffs Name wird dabei in den Zwischentiteln des Films falsch als Tetzlaft angegeben.